# ブリュン綱領
ブリュン綱領（ブリュンこうりょう / 独:Brünner Programm）は、1899年9月29日、オーストリア社会民主党（正確には「オーストリア社会民主労働党」）のブリュン党大会で採択された、同党の民族問題に関する綱領である。「ブリュン民族綱領」とも称する。

## 概要

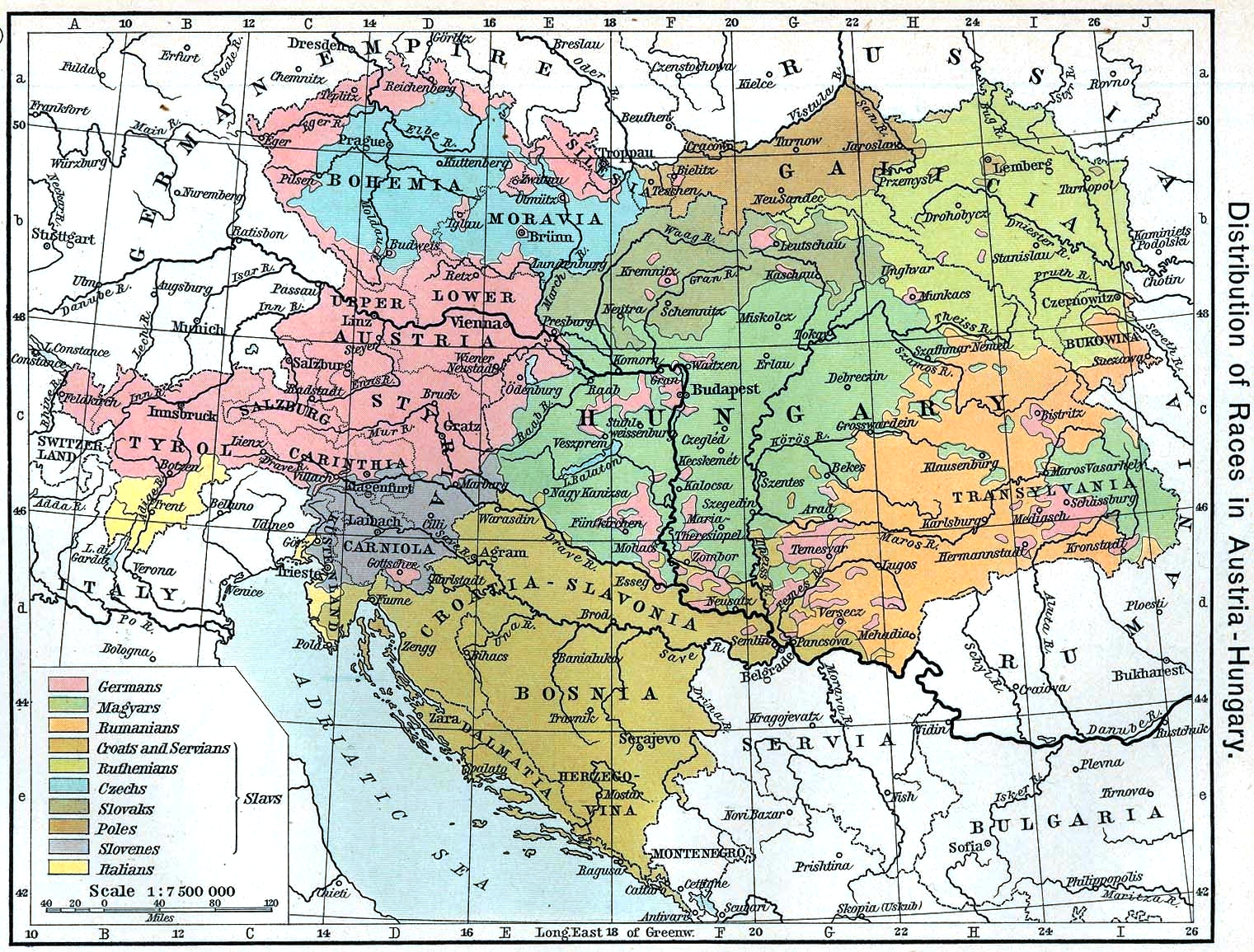
オーストリア＝ハンガリー帝国の民族分布（1911年）

19世紀末のオーストリア＝ハンガリー帝国はドイツ人のほかハンガリー人・チェコ人・ポーランド人・イタリア人・南スラヴ人（クロアチア人・スロベニア人）などから構成され、かつこれらの民族集団がモザイク状に入り交じって居住している多民族国家であり、こうした状況を反映して社会民主党も「小インターナショナル」と称される多民族的な構成を取っていた。1897年のバデーニ言語令をきっかけに国内の民族問題が紛糾し、また諸民族の運動に社会主義思想が浸透すると、党独自の民族政策を確立することが迫られるようになった。しかし当時の同党の綱領（1889年1月のハインフェルト創立大会で採択されたハインフェルト綱領）は、国際主義を前面に出した内容で、民族問題についての政策は不明確なままであった。そのような事情もあって党内ではドイツ人の優位を主張するドイツ系の民族主義者や厳格な国際主義者たちが少数民族（特にチェコ人）への譲歩に異議を唱えるような状況が横行していた。
その後、1897年のヴィンベルク党会議により、社会民主党はドイツ系・チェコ系・ポーランド＝ウクライナ系・イタリア系・南スラブ系（スロベニア系）の民族別の党による連合組織へと再編された。そして1899年9月、ブリュン（ドイツ語での地名。現在はチェコのブルノ）で開催された党大会により、本格的な（社会主義政党としては世界初とされる）民族綱領が採択されることになったのである。この綱領は当初「文化的自治」（文化的＝民族自治）論を前面に出す内容となっていたが、民族運動に妥協した結果、カウツキーやV・アードラーの主張をベースに、立法・行政組織としての「自治的地域」の上に「民主的な諸民族の連邦」を構想する内容となった。

## 内容
全5項からなる綱領は前文において、国内の民族間の抗争が政治的・文化的発展を萎縮させる結果を生み、支配階級（ブルジョアジー）がその支配を確実にさせるための道具になっていることを述べ、第一項において「オーストリアは民主主義的な多民族連邦国家に作りかえるべきである」と主張する。さらに第二項で帝国領土が普通選挙によって選ばれる「民族自治体」に委譲されるべきこと、第三項では民族組織の単一化と自治、第四項で特別立法による少数民族の保護、第五項で民族的特権の廃止（したがって国家語の要求を拒否すること）を述べている。この綱領は、歴史的王領州を統治単位とする帝国の国制を、党が既に採用していた上記6民族の連合組織制にならって連邦国家へ変更するよう要求するとともに、民族自治における属地主義原則と母語権を中心とする文化的権利の保護を主張する内容であった。

## 影響
ブリュン綱領における属地主義的な民族自治論は、オーストロ＝マルクス主義の若手理論家であるK・レンナーやO・バウアーによって属人主義的原則に基づく文化的自治を付け加えた独自の「二次元の連邦」論へと発展した（オーストロ＝マルクス主義の民族理論参照）。しかし、この綱領によっても党内の民族対立（特に労働者組織をめぐるドイツ人とチェコ人の対立）を完全に解決することはできず、1911年にはチェコ社会民主党の分離独立を招く結果となった。ただしガリツィアのポーランド人社会民主党やスロベニアの南スラヴ社会民主党など、大勢は帝国の枠組みの維持を望む傾向にあり、その意味において綱領が提示した民族自治論は、この時点では十分現実性を持つ政策であった。